# 阮正海
阮正海（1888年3月13日—？），又名路易（Louis），法屬印度支那公務員，越南國成立後曾出任越南國社會與勞動總長。

## 生平
1888年3月13日，阮正海出生於榮市（也有來源稱其爲交趾支那人）。
1910年，阮正海進入行政部門。1919年至1923年，在法屬印度支那總督手下工作。1923年開始在登記服務系統工作，直至1944年，他回到自己的水稻種植園。1946年，當選進入交趾支那議會。
1952年3月，越南國總理陳文友改組內閣，任命阮正海爲社會與勞動總長。:107-108

## 个人生活
阮正海是鸦片吸食者。在政治上他立場溫和，與阮文春將軍和陳文友是好友。

## 腳註
1. ↑  也有來源作「Nguyễn Chánh Hài」[1]